# Stiftelsen Kulturmiljövård
Stiftelsen Kulturmiljövård är en näringsidkande stiftelse som utför kulturmiljövårdande verksamhet, främst uppdrag och projekt inom områdena arkeologi, byggnadsvård och kulturmiljövård. Stiftelsen har också en relativt omfattande förmedlings- och publik verksamhet, och bedriver för närvarande verksamhet från Norrbotten i norr till Kronobergs län i söder och från Värmland i väster till Gotland i öster, men med fokus på Mellansverige.

## Historik
Stiftelsen Kulturmiljövård, förkortat KM, bildades i december 2005 under namnet Kulturmiljövård Mälardalen och övertog verksamhet som tidigare bedrivits av Västmanlands läns museum sedan 1998. Under 2011 antogs istället namnet Stiftelsen Kulturmiljövård. Stiftelsen har sin bas i Västerås, med kontor i Stockholm och Norrköping.
Exempel på ett par områden där KM genomfört större arkeologiska undersökningar innefattar bland annat Kanaljorden i Motala, Skiftinge i Eskilstuna, Hjulsta i Stockholm samt Norvik utanför Nynäshamn. Större byggnadsantikvariska projekt är inventering av medeltida taklag i Västerås stift samt inventering av stavspån i Västerås och Strängnäs stift. 
Sedan 2018 driver stiftelsen Slagfältsmuseet HAMN vid Saltsjö pir i Fisksätra, Nacka kommun.